# Лобузов Артем Юрійович
Лобузов Артем Юрійович (24 січня 1991) — російський плавець.
Учасник Олімпійських Ігор 2012 року.
Чемпіон світу з плавання на короткій воді 2016 року, призер 2014 року.
Призер Чемпіонату Європи з водних видів спорту 2014 року.